# Auguste-Frédéric de Holstein-Gottorp
Auguste Frédéric de Holstein-Gottorp (en allemand : August Friedrich von Schleswig-Holstein-Gottorf), né le 6 mai 1646 à Schleswig, décédé le 2 octobre 1705 à Eutin. Prince de Holstein-Gottorp et prince-évêque de Lübeck.

## Biographie

Auguste-Frédéric enfant. Portrait par Jürgen Ovens.

Il est le fils de Frédéric III de Holstein-Gottorp et de Marie-Élisabeth de Saxe. Il épouse le 21 juin 1676 Christine de Saxe-Weissenfels (1656-1698), fille du duc Auguste de Saxe-Weissenfels et d'Anne-Marie de Mecklembourg-Schwerin. Ils n'ont pas d'enfants.
Coadjuteur de la principauté épiscopale de Lübeck depuis 1655, son frère Christian-Albert résigne en sa faveur la principauté épiscopale de Lübeck où il est intronisé le 4 juillet 1666.
Il entreprend entre 1662 et 1664 un voyage d'étude en France, Suisse, Angleterre et Pays-Bas. Il installe sa résidence au château d'Eutin. Il est nommé général-major suédois en 1672 et devient général de l'ensemble de la cavalerie suédoise en Allemagne en 1673.
Il est inhumé avec son épouse dans la Cathédrale de Lübeck, dans un tombeau baroque sculpté par le flamand Thomas Quellinus.

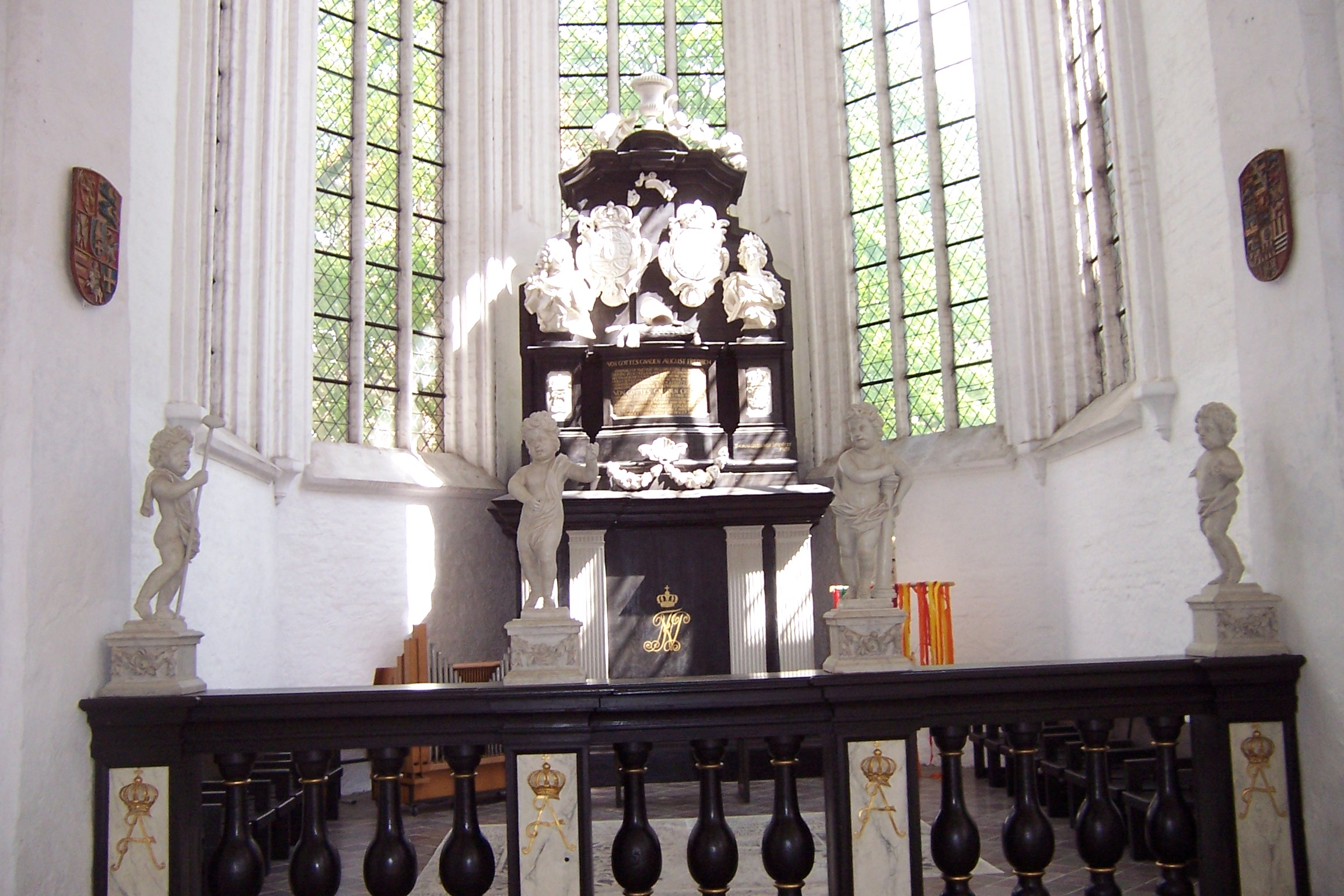
tombeau d'Auguste-Frédéric et Christine de Saxe-Weissenfels